# Vinicius Costa
Vinicius Costa (* 13. Oktober 1983 in Caxias do Sul) ist ein ehemaliger brasilianischer Squashspieler.

## Karriere
Vinicius Costa spielte von 2002 bis 2010 auf der PSA World Tour. Seine höchste Platzierung in der Weltrangliste erreichte er mit Position 294 im Oktober 2007. 2008 wurde er mit Ronivaldo Conceição im Doppel Vize-Panamerikameister. Bei den Südamerikaspielen 2010 gewann er in Medellín mit Conceição Bronze im Doppel und Silber mit der Mannschaft. Bei Panamerikanischen Spielen sicherte er sich 2011 mit der Mannschaft die Bronzemedaille.

## Erfolge
- Vize-Panamerikameister im Doppel: 2008 (mit Ronivaldo Conceição)
- Panamerikanische Spiele: 1 × Bronze (Mannschaft 2011)
- Südamerikaspiele: 1 × Silber (Mannschaft 2010), 1 × Bronze (Doppel 2010)